# Stanisław Konarski
Stanisław Konarski, známý též jako Hieronim Franciszek Konarski (30. září 1700, Żarczyce Duże – 3. srpna 1773, Varšava) byl polský pedagog, spisovatel, piaristický mnich a školský reformátor. Byl předchůdcem osvícenství v Polsku (Polsko-litevské konfederaci). Psal většinou latinsky a je považován za posledního velkého latinského autora polské literatury. Některá díla napsal ovšem i polsky.

## Pedagogika
Vyšel z představy, že každé reformě politické musí předcházet reforma školská. Své reformně-pedagogické názory shrnul v díle Ordinationes Visitationis Apostolicae z roku 1755 či v textu De emendandis eloquenti vitiis. Roku 1740 ve Varšavě založil školu Collegium Nobilium, pro výchovu šlechticů dle jeho pedagogických představ. Na škole byla poprvé v historii vyučována polština jako samostatný předmět. Krom toho se vyučovali klasičtí autoři, dějepis, zeměpis, přírodní vědy, filosofie, římské i aktuální polské právo a moderní jazyky. Konarski odmítal výuku s pomocí mnemotechnických pomůcek, neboť podle něho před zapamatováním mělo předcházet pochopení, a z pochopení pak mělo pramenit i zapamatování. Kladl důraz na sebeobětování a vlastenectví. Podobně jako Komenský, užíval k výuce i divadelní představení, za tím účelem sám napsal i jednu tragédii - Epaminondas. S pokročilými žáky pořádal učené debaty. Jeho reforma byla natolik úspěšná, že ji nakonec převzaly všechny piaristické školy, ačkoli čelil i kritice, zejména od papežského nuncia Duriniho. Té se bránil ve spise De religione honestorum hominum.

## Politika
Svou politickou filozofii představil ve čtyřdílné knize O skutecznym rad sposobie albo o utrzymywaniu ordynaryinych seymów, která vycházela v letech 1760-1763. Politicky měl blízko ke králům Stanislavu I. Leszczyńskému (za jeho zvolení během interregna vedl i jakousi kampaň) a Stanislavu II. Augustu Poniatowskému a také k politické straně Familia vedené rodinou Czartoryských. Stavěl se proti tomu, aby jednotlivý šlechtic mohl vetovat rozhodnutí celého sejmu (parlamentu), ve svých spisech dokazoval, že toto v Polsku tradiční veto šlechticů (Liberum veto) nemá oporu v zákonech, ale je pouhým zvykem.

## Literární činnost
Roku 1767 vydal svou sbírku básní Opera lirica. Polsky vyšla roku 1778 pod názvem Wiersze wszystkie z łacińskich na polskie przełożone.